# Bundesanstalt für Züchtungsforschung an Kulturpflanzen
Die Bundesanstalt für Züchtungsforschung an Kulturpflanzen (BAZ) war eine dem Bundesministerium für Ernährung, Landwirtschaft und Verbraucherschutz zugeordnete Forschungseinrichtung. Sie bestand aus neun Teilinstituten an vier Standorten:
- Institut für gartenbauliche Kulturen (Quedlinburg)
- Institut für Epidemiologie und Resistenzressourcen (Quedlinburg)
- Institut für Resistenzforschung und Pathogendiagnostik (Quedlinburg)
- Institut für Pflanzenanalytik (Quedlinburg)
- Forschungs- und Koordinierungszentrum für pflanzengenetische Ressourcen (Quedlinburg)
- Institut für Obstzüchtung (Dresden-Pillnitz)
- Institut für landwirtschaftliche Kulturen (Groß Lüsewitz)
- Institut für abiotische Stresstoleranz (Groß Lüsewitz)
- Institut für Rebenzüchtung Geilweilerhof (Siebeldingen)

Die BAZ beriet das BMELV und erbrachte wissenschaftliche Entscheidungshilfen für die Erfüllung politischer und administrativer Aufgaben im Bereich der Züchtungsforschung, Pflanzenzüchtung und angrenzender Gebiete. 
Mit Wirkung zum 1. Januar 2008 wurde die BAZ in das neugeschaffene Julius Kühn-Institut – Bundesforschungsinstitut für Kulturpflanzen (JKI) eingegliedert.